# Philadelphia Experiment
Pour les articles homonymes, voir Philadelphia.
Série
Philadelphia Experiment II
(1993)
Pour plus de détails, voir Fiche technique et Distribution.
Philadelphia Experiment ou L'expérience de Philadelphie au Québec (The Philadelphia Experiment) est un film américain de science-fiction réalisé par Stewart Raffill, sorti en 1984. Il s'inspire de la prétendue « expérience de Philadelphie ».

## Synopsis
En 1943, la marine américaine expérimente à Philadelphie l'innovation du docteur James Longstreet, destinée à faire disparaître les bateaux alliés des radars ennemis. Alors qu'un test est effectué sur l’USS Eldridge un incident survient : deux matelots, David et Jim, sont projetés en 1984.

## Fiche technique
- Titre français : Philadelphia Experiment
- Titre québécois : L'expérience de Philadelphie
- Titre original : The Philadelphia Experiment
- Réalisation : Stewart Raffill
- Scénario : William Gray et Michael Janover, d'après une histoire Wallace C. Bennett et Don Jakoby, d'après l'œuvre de The Philadelphia Experiment - Project Invisibility de Charles Berlitz et William L. Moore
- Musique : Kenneth Wannberg
- Directeur artistique : Chris Campbell
- Décors : Diane Campbell
- Costumes : Joanna Palace
- Photographie : Dick Bush
- Montage : Neil Travis
- Production : Douglas Curtis, Joel B. Michaels, John Carpenter (délégué)
- Sociétés de production : Cinema Group Ventures et New Pictures
- Société de distribution :  New World Pictures ;  Artédis
- Format : 1.85 : 1 • 35 mm
- Langue originale : anglais
- Genre : science-fiction, drame
- Dates de sortie[1] :
  - États-Unis : 3 août 1984
  - France : 16 janvier 1985

## Distribution
- Michael Paré (VF : Patrick Poivey ; VQ : Daniel Lesourd) : David Herdeg
- Nancy Allen (VF : Maïk Darah ; VQ : Anne Bédard) : Allison Hayes
- Eric Christmas (VF : Jean Barney) : Dr. James Longstreet
- Bobby Di Cicco (VF : Denis Boileau ; VQ : Alain Zouvi) : Jim Parker
- Louise Latham (VQ : Élizabeth Lesieur) : Pamela
- Stephen Tobolowsky (VF : Mario Santini ; VQ : Marc Bellier) : Barney
- Kene Holliday (VF : Joël Martineau ; VQ : Daniel Roussel) : le commandant Clark
- Joe Dorsey (VF : Yves Barsacq ; VQ : Gérard Poirier) : le shérif Bates
- Debra Troyer : Pamela, jeune
- Miles McNamara : Dr. James Longstreet, jeune
- Ralph Manza (en) : Jim, vieux
- Glenn Morshower : le mécanicien
- Rodney Saulsberry : le docteur
- Pamela Brull : Doris
- Michael Currie (en) (VQ : Vincent Davy) : Magnussen

Source VQ

## Production

### Genèse et développement
L'histoire du film se base sur la légende urbaine de l'expérience de Philadelphie, une série d'expériences qui auraient été menées en 1943 afin de rendre des navires de la Navy invisibles.
Les producteurs avaient demandé à John Carpenter d'écrire et de réaliser Philadelphia Experiment. Mais il préféra se concentrer sur son projet New York 1997. John Carpenter est cependant producteur délégué sur le film.

### Tournage
Le tournage a eu lieu en Caroline du Sud (Charleston), en Utah (Wendover, Salt Lake City), en Arizona (Davis-Monthan Air Force Base), en Californie (Santa Paula, Laird International Studio et GMT Studios de Culver City) et au Colorado (Denver).

### Bande originale
- Joe Garland et Andy Razaf - In the Mood
- Eubie Blake et Andy Razaf - Memories of You (en)
- Ruth Lowe (en) - I'll never smile again (en)
- Manfred Mann's Earth Band - The Runner (en)

## Suite et héritage
Le film connaîtra une suite en 1993, Philadelphia Experiment II, dans laquelle Brad Johnson reprend le rôle de David Herdeg. Par ailleurs, un film canadien, Le Projet Philadelphia, l'expérience interdite, sorti en 2012, s'inspire à la fois de la légende urbaine et du film de 1984. Michael Paré y joue cette fois le rôle d'un homme de main chargé d'éliminer le voyageur temporel.
L'intrigue de l'épisode Le Vaisseau fantôme de la série télévisée X-Files : Aux frontières du réel présente une intrigue similaire au film et parle de l'USS Elridge.

## Distinctions

### Récompenses
- 1985 : Meilleur film au Fantafestival

## Nominations
- 1985 : Saturn Award de la meilleure actrice pour Nancy Allen